# Congiura di spie
Congiura di Spie (Peau d'espion) è un film del 1967 diretto da Édouard Molinaro.
Titolo in lingua inglese: To commit a murder; in lingua tedesca: Der grausame Job.

## Trama
Lo scienziato francese Henry Banck, impegnato in un programma per le forze armate del suo paese, è un convinto comunista. L'uomo decide di approfittare della consegna di un'onorificenza, che avrà luogo nella città tedesca di Heidelberg, per spiccare il volo per Pechino, dove avrà a sua disposizione un laboratorio favoloso e potrà così seguire il suo ideale politico e sociale, contribuendo allo sviluppo di quello che lui crede il vero socialismo. Intermediario fra lui ed i cinesi è il ricco affarista americano Sphax. Ma i francesi stanno all'erta ed il capo di uno dei servizi di controspionaggio, il maggiore Rhome, incarica il suo vecchio collaboratore Charles Beaulieu di controllare lo scienziato sospettato di prossima fuga, raccomandandogli però di stare alla larga dalla bella moglie Gertraud.
Charles si introduce nel giro di Banck e dei suoi consiglieri, ma non perde l'occasione per riallacciare la sua relazione con la bella Gertraud, ancora innamorata di lui. Anche Rhome si è trasferito ad Heilderberg, sistemando il suo quartier generale in un monastero il cui priore è un suo ex compagno di scuola, del tutto ignaro dell'attività reale dell'amico. Charles ottiene la fiducia dello scienziato, che lo ritiene solo un bravo scrittore. Il collaboratore di Sphax Moranez è in realtà un agente al soldo di Rhome e si preoccupa di relazionare al maggiore quanto accade. Sphax lo sa ed incarica il giovane ed aitante Cecil di sorvegliarlo.
Durante un party collegato alla cerimonia di conferimento del premio a Banck, Sphax e signora invitano Charles al Il Cairo, dove con Banck si trasferiranno il giorno successivo alla cerimonia. Banck confida a Charles, che crede ancora solo uno scrittore, la sua intenzione di approfittare dell'occasione per lasciare la Francia e trasferirsi in Cina. La cosa viene all'orecchio di Moranez, che corre al monastero per informare Rhome ma Sphax, accortosene, gli manda dietro il sicario Cecil che lo precede al monastero lo uccide a coltellate prima che possa riferire quanto appreso a chi di dovere. Nel frattempo Charles e Gertraud escono per una passeggiata in auto: la giovane informa Charles che Sphax lo ritiene incaricato da Rhome di uccidere Banck prima che questi lasci Il Cairo e quindi lo farà assassinare prima che egli possa portare a termine il suo incarico.
Charles si accomiata da Gertraud con una risposta ambigua e poi corre al monastero per chiarire la sua posizione. Qui si imbatte in Cecil, che ha appena eliminato Moranez e vorrebbe eliminare anche lui prima che parli con il maggiore francese, ma la cosa non gli riesce e dopo una colluttazione l'ex-parà francese ha la meglio su Cecil, uccidendolo.
Occultati i due cadaveri, Charles entra nel monastero e parla con il suo capo, rimproverandogli di non averlo informato a sufficienza sulla sua missione. L'indomani, al check-in a Francoforte, Rhome compare nella sala dell'aeroporto e tallona Banck in attesa del momento opportuno per ucciderlo. Lo vede uno degli sgherri di Sphax, Belloum, che non esita a sparare a Rhome ferendolo prima che questi possa sparare a sua volta a Banck. Si imbarcano quindi solo in quattro: Banck siede accanto a Sphax e dietro Charles accanto a Gertraud.
Poco prima della partenza Charles estrae la sua rivoltella ed alla richiesta di Gertrud se vuole compiere sull'aereo il lavoro non riuscito a Rhome nega anzi, dichiara che Banck scenderà con lui dall'aereo. In effetti lo scienziato francese è sconvolto dall'accaduto e si rende conto che nella sua fuga verso la Cina vi è ben poco di ideale: è stato solo una pedina utilizzata da Sphax per i suoi loschi affari e quindi decide di scendere con lo scrittore-agente segreto prima della partenza del volo. Mentre i due francesi si recano in ospedale per una visita al ferito Rhome, l'aereo parte per il Cairo con l'affarista e la moglie.